# Dmytro Kortschynskyj

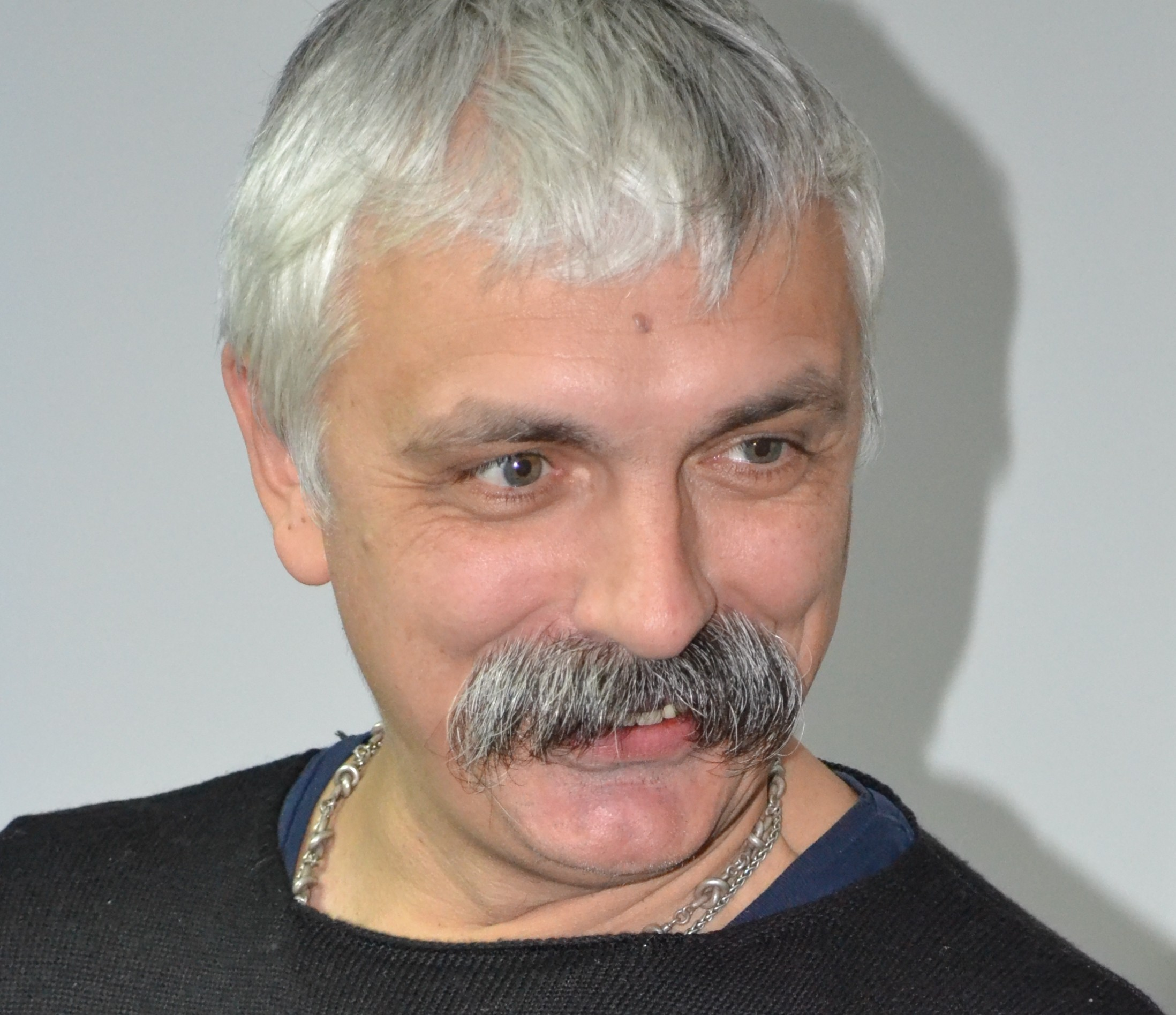
Dmytro Kortschynskyj 2014

Dmytro Oleksandrowytsch Kortschynskyj (ukrainisch Дмитро Олександрович Корчинський; * 22. Januar 1964 in Kiew) ist ein ukrainischer nationalistischer und rechtsextremer Politiker. Er ist der Leiter der Bewegung Bratstwo (deutsch Bruderschaft), einer radikalen Organisation, die ihre Ideologie als „christlich-orthodoxen Nationalanarchismus“ bezeichnet.

## Leben
Ende der 1980er Jahre war Kortschynskyj Mitglied der Ukrainischen Helsinki-Gruppe.
Anfang der 1990er Jahre war er Mitbegründer und jahrelang Parteiführer (zusammen mit Jurij Schuchewytsch) der antirussischen und nationalistischen Partei UNA-UNSO. Er kämpfte im ersten Tschetschenienkrieg auf Seiten der tschetschenischen Separatisten. Vor den Parlamentswahlen 1998 trat der mittlerweile als Fernsehkommentator bekannte Kortschynskyj aus der UNA aus.
2002 gründete er die religiös-nationalistische Organisation Bratstwo, die zwei Jahre später als Partei registriert wurde. Er nahm als Präsidentschaftskandidat an der Präsidentschaftswahl in der Ukraine 2004 teil, scheiterte jedoch bereits im ersten Wahlgang mit nur 0,17 % der erhaltenen Stimmen. Laut Anton Schechowzow war Bratstwo weniger radikal als die UNA. Aufgrund ihrer „aufsehenerregenden Proteste und extravaganten Aktionen“ ordnete Schechowzow Bratstwo 2013 als „provokatives Kunstprojekt im politischen Bereich“ ein. Dies wird von Zitaten Kortschynskyjs wie „Politik ist Spaß“ und „Der Platz der Politik liegt zwischen Literatur und Musik“ untermauert. Laut eigener Aussage soll Bratstwo als „Christliche Hisbollah“ in der Ukraine dienen.

### Euromaidan und Russisch-Ukrainischer Krieg
Während des Euromaidans unterstützte die Organisation Bratstwo die Proteste gegen die ukrainische Regierung. Am 1. Dezember 2013 stürmte die Jesus-Christus-Hundertschaft unter Leitung von Kortschynskyj die Präsidialadministration in Kiew. Im Russisch-Ukrainischen Krieg gründete er das Freiwilligenbataillon St. Maria, welches auf Seiten der Regierungstruppen kämpft. Er nimmt aktiv an den Kampfhandlungen teil. Laut eigener Aussage will er solange kämpfen, „bis Moskau brennen wird“. Aufgrund seiner Beteiligung am Tschetschenienkrieg in den 1990er-Jahren wird er seit März 2014 in Russland per Haftbefehl gesucht.